# Дигібридне схрещування

Дигібридне схрещування за двома ознаками: довжина хвоста та колір хутра

Дигібридне схрещування  — схрещування, за якого батьківський організм відрізняється двома парами альтернативних ознак. Завдяки йому вдалося встановити, як успадкування однієї ознаки впливає на характер успадкування іншої. У досліді Мендель вивчав характер успадкування забарвлення і форми насіння гороху. Вихідні батьківські особини були гомозиготними за двома парами ознак.
|    | RY   | Ry   | rY   | ry   |
| RY | RRYY | RRYy | RrYY | RrYy |
| Ry | RRYy | RRyy | RrYy | Rryy |
| rY | RrYY | RrYy | rrYY | rrYy |
| ry | RrYy | Rryy | rrYy | rryy |

Посилання
- "Dihybrid cross" - The Mosby Medical Encyclopedia
- "Dihybrid Cross - A Genetics Definition" - About:Biology [Архівовано 10 жовтня 2010 у Wayback Machine.]